# Echinoderes filispinosus
Echinoderes filispinosus är en djurart som tillhör fylumet pansarmaskar och som beskrevs av Andrej V. Adrianov 1989.
Echinoderes filispinosus ingår i släktet Echinoderes och familjen Echinoderidae. Inga underarter finns listade i Catalogue of Life.